# Saint-Jure
Saint-Jure – miejscowość i gmina we Francji, w regionie Grand Est, w departamencie Mozela.
Według danych na rok 1990 gminę zamieszkiwało 210 osób, a gęstość zaludnienia wynosiła 20 osób/km² (wśród 2335 gmin Lotaryngii Saint-Jure plasuje się na 835. miejscu pod względem liczby ludności, natomiast pod względem powierzchni na miejscu 570.).